# Lijst van Joegoslavische hoofdwegen

Kaart van de Joegoslavische hoofdwegen

De Joegoslavische hoofdwegen vormden het netwerk van de belangrijkste wegen in de Socialistische Federale Republiek Joegoslavië. Dit land is na 1991 uit elkaar gevallen in de landen Slovenië, Kroatië, Bosnië en Herzegovina, Servië, Montenegro en Macedonië en het de facto onafhankelijke land Kosovo.
Het systeem bestond uit 29 wegen met zijtakken. De zijtakken kregen oorspronkelijk een letter als suffix achter het wegnummer van de hoofdtak. Zo was de M2a een aftakking van de M2. Later werd het suffix een getal dat met een punt van de rest van het wegnummer werd gescheiden. De M2a werd toen dus de M2.1.
De nummers verschenen in witte letters op een blauw schild in de bewegwijzering. Er werd in de bewegwijzering geen gebruik gemaakt van een prefix. In de schrijftaal werd het prefix 'M' van magistralni put (hoofdweg) gebruikt.
Na het uiteenvallen van Joegoslavië behielden Bosnië en Herzegovina, Servië, Montenegro en Kosovo de oude nummering. Daardoor veranderen wegnummers niet op de grens tussen deze landen. Slovenië en Kroatië ontwikkelden een geheel nieuw systeem, waarbij alle wegen een nieuw nummer kregen. Macedonië voerde ook een eigen wegnummering in, maar hierbij hebben enkele wegen, zoals de A1 en delen van de A2, hun oude nummer behouden.

## Lijst
Onderstaande lijst geeft de situatie in 1987 weer.
| Nummer | Route | Tegenwoordige landen en nummers |
| ------ | --- | --- |
| 1      | Oostenrijk - Podkoren - Jesenice - Kranj - Ljubljana - Zagreb - Županja - Belgrado - Niš - Vladičin Han - Skopje - Gevgelija - Griekenland                         | - Slovenië: A2, R201 - Kroatië: A3 - Servië: A1 - Macedonië: A1                                                                                   |
| 1.1    | Naklo (M1) - Ljubelj - Oostenrijk | - Slovenië: G101 |
| 1.2    | Podkoren (M1) - Rateče - Italië | - Slovenië: R202 |
| 1.3    | Sesvete (M1) - Vrbovec - Bjelovar - Đurđevac | - Kroatië: D3, D28, D43 |
| 1.4    | Popovača (M1) - Sisak - Žažina | - Kroatië: D36 |
| 1.5    | Kutina (M1) - Garešnica - Veliki Zdenci - Bjelovar | - Kroatië: D45, D28 |
| 1.6    | Nova Gradiška (M1) - Požega - Našice | - Kroatië: D51, D53 |
| 1.7    | Županja (M1) - Vukovar | - Kroatië: D55 |
| 1.8    | Županja (M1) - Tuzla | - Kroatië: D55 - Bosnië en Herzegovina: M-1.8 |
| 1.9    | Belgrado (M1) - Pančevo - Vršac - Roemenië | - Servië: M1.9 |
| 1.10   | Ralja (M1) - Smederevo | - Servië: M1.10 |
| 1.11   | Batočina (M1) - Kragujevac | - Servië: M1.11 |
| 1.12   | Niš (M1) - Pirot - Dimitrovgrad - Bulgarije | - Servië: M1.12 |
| 1.13   | Vladičin Han (M1) - Surdulica - Bulgarije | - Servië: M1.13 |
| 1.14   | Petrovec (M1) - Skopje | - Macedonië: A4 |
| 2      | Italië - Koper - Pula - Rijeka - Zadar - Split - Dubrovnik - Petrovac - Titograd - Kosovska Mitrovica - Priština - Skopje - Kumanovo - Bulgarije                   | - Slovenië: H5, A1, G11 - Kroatië: D21, A9, D66, D8 - Bosnië en Herzegovina: M-2 - Montenegro: M-2 - Servië: M2 - Kosovo: M-2 - Macedonië: A4, A2 |
| 2.1    | Rijeka (M2) - Lupoglav - Pazin - Poreč | - Kroatië: A8, D48 |
| 2.2    | Maslenica (M2) - Obrovac - Ervenik - Knin | - Kroatië: D54 |
| 2.3    | Titograd (M2) - Cetinje - Budva | - Montenegro: M-2.3 |
| 2.4    | Petrovac (M2) - Bar - Ulcinj - Albanië | - Montenegro: M-2.4 |
| 3      | Oostenrijk - Dravograd - Maribor - Ptuj - Varaždin - Koprivnica - Osijek - Kula - Bečej - Kikinda - Roemenië                                                       | - Slovenië: G1, G2, R228 - Kroatië: D2, D213, - Servië: M3                                                                                        |
| 3.1    | Varaždin (M3) - Ivanec - Sveti Križ Začretje | - Kroatië: D35 |
| 3.2    | Hongarije - Gola - Koprivnica (M3) - Križevci - Vrbovec | - Kroatië: D41 |
| 3.3    | Hajdina (M3) - Slovenska Bistrica | - Slovenië: G2 |
| 4      | Novo Mesto - Metlika - Karlovac - Banja Luka - Doboj - Tuzla - Valjevo - Lazarevac - Markovac - Svilajnac                                                          | - Slovenië: G105 - Kroatië: D6 - Bosnië en Herzegovina: M-4 - Servië: M4                                                                          |
| 4.1    | Novo Mesto (M4) - Mačkovec | - Slovenië: G105 |
| 4.2    | Vojnić (M4) - Velika Kladuša - Cazin - Srbljani | - Kroatië - Bosnië en Herzegovina: M-4.2 |
| 4.3    | Glina (M4) - Petrinja - Sisak | - Kroatië: D37 |
| 5      | Senj - Otočac - Bihać - Jajce - Zenica - Sarajevo - Višegrad - Užice - Čačak - Kraljevo - Paraćin - Zaječar - Bulgarije                                            | - Kroatië: D23, D50, D52, D504, D217 - Bosnië en Herzegovina: M-5 - Servië: M5                                                                    |
| 6      | Ljubljana - Kočevje - Delnice - Brinje - Gospić - Gračac - Knin - Sinj - Trilj - Cista Provo - Imotski - Grude - Stolac - Ljubinje - Trebinje - Nikšić             | - Slovenië: G106 - Kroatië: D203, D32, D23, D50, D1, D60, D221 - Bosnië en Herzegovina: M-6 - Montenegro: M-6                                     |
| 6.1    | Sučevići (M6) - Donji Srb - Resanovci - Bosansko Grahovo - Livno - Posušje - Mostar - Gacko                                                                        | - Kroatië: D218 - Bosnië en Herzegovina: M-6.1 |
| 7      | Osijek - Vukovar - Bačka Palanka - Novi Sad - Zrenjanin - Nova Crnja - Roemenië                                                                                    | - Kroatië: D2 - Servië: M7 |
| 7.1    | Zrenjanin - Vršac - Uljma - Bela Crkva - Roemenië | - Servië: M7.1 |
| 8      | Foča - Pljevlja - Prijepolje - Sjenica - Novi Pazar | - Bosnië en Herzegovina: M-8 - Montenegro: R-21, M-8 - Servië: M8                                                                                 |
| 9      | Kolašin - Andrijevica - Peć - Klina - Pristina - Leskovac - Pirot                                                                                                  | - Montenegro: M-9 - Kosovo: M-9 - Servië: M9 |
| 9.1    | Klina - Đakovica - Ponoševac - Albanië | - Kosovo: M-9.1 |
| 10     | Oostenrijk - Maribor - Celje - Ljubljana - Postojna - Senožeče - Dekani                                                                                            | - Slovenië: R437, H2, R430, G5, R447, G104, R409                                                                                                  |
| 10.1   | Maribor (M10) - Murska Sobota - Lendava | - Slovenië: G3, R235, R232, G3 |
| 10.2   | Gornja Radgona (M10.1) - Oostenrijk | - Slovenië: G110 |
| 10.3   | Celje (M10) - Krško | - Slovenië: G5 |
| 10.4   | Postojna (M10) - Rijeka | - Slovenië: G6 - Kroatië: A7D8 |
| 10.5   | Razdrto (M10) - Ajdovščina - Nova Gorica | - Slovenië: R444, R613 |
| 10.6   | Senožeče (M10) - Sežana - Italië | - Slovenië: R445 |
| 10.7   | Selo (M10.5) - Vrtojba - Italië | - Slovenië: H4 |
| 10.8   | Dravograd - Velenje - Cejle (M10) - Šentjur pri Celju - Đurmanec                                                                                                   | - Slovenië: G4, G5, G107 - Kroatië: D207 |
| 10.9   | Ljubljana (M10) - Litija - Zagorje ob Savi - Zidani Most | - Slovenië: G108 |
| 10.10  | Kalce (M10) - Idrija - Tolmin - Kobarid - Italië | - Slovenië: G102 |
| 11     | Ptuj - Krapina - Zagreb - Karlovac - Rakovica - Bihać - Donji Lapac - Knin - Split                                                                                 | - Slovenië: G9 - Kroatië: A2, A1, D1, D217 - Bosnië en Herzegovina: M-11 - Kroatië: D218, D1                                                      |
| 11.1   | Gubaševo (M11) - Kumrovec | - Kroatië: D205 |
| 11.2   | Knin (M11) - Drniš - Šibenik | - Kroatië: D33 |
| 12     | Hongarije - Goričan - Čakovec - Varaždin - Zagreb - Karlovac - Rijeka - Kozina - Italië                                                                            | - Kroatië: A4, D20, A4, A1, D3, A6, D8 - Slovenië: G7                                                                                             |
| 12.1   | Čakovec (M12) - Lendava - Hongarije | - Kroatië: D209 - Slovenië: G109, A5, H7 |
| 12.2   | Zagreb (M12) - Petrinja - Bosanska Kostajnica | - Kroatië: D30 - Bosnië en Herzegovina: M-12.2 |
| 12.3   | Duga Resa (M12) - Josipdol - Jezerane | - Kroatië: D23 |
| 13     | Karlovac - Slunj - Korenica - Udbina - Gračac - Obrovac - Zadar | - Kroatië: D1, D27, D502 |
| 14     | Bihać - Bosanska Krupa - Novi Grad - Bosanska Kostajnica - Kozarska Dubica - Draksenić - Novska                                                                    | - Bosnië en Herzegovina: M-14 - Kroatië: D47 |
| 14.1   | Draksenić (M14) - Bosanska Gradiška - Srbac - Derventa - Brod - Modriča - Gradačac - Brčko - Bijeljina - Šepak                                                     | - Bosnië en Herzegovina: M-14.1 - Servië: M14.1                                                                                                   |
| 14.2   | Bosanska Krupa (M14) - Bosanski Petrovac - Drvar - Bosansko Grahovo - Knin                                                                                         | - Bosnië en Herzegovina: M-14.2 - Kroatië: D33 |
| 15     | Bosanska Dubica - Prijedor - Sanski Most - Ključ - Glamoč - Livno - Šuica - Tomislavgrad - Posušje - Imotski                                                       | - Bosnië en Herzegovina: M-15 - Kroatië |
| 16     | Hongarije - Virovitica - Daruvar - Bosanska Gradiška - Banja Luka - Jajce - Bugojno - Livno - Trilj - Split                                                        | - Kroatië: D5 - Bosnië en Herzegovina: M-16 - Kroatië: D220, D60, D1                                                                              |
| 16.1   | Klašnice (M16) - Prnjavor - Derventa | - Bosnië en Herzegovina: M-16.1 |
| 16.2   | Bugojno (M16) - Jablanica | - Bosnië en Herzegovina: M-16.2 |
| 16.3   | Piriska (M16) - Cista Provo - Šestanovac - Dubci | - Bosnië en Herzegovina: M-16.3 - Kroatië: D39 |
| 16.4   | Bugojno (M16) - Novi Travnik - Nević Polje | - Bosnië en Herzegovina: M-16.4 |
| 17     | Hongarije - Beli Manastir - Osijek - Đakovo - Šamac - Doboj - Zenica - Sarajevo - Jablanica - Mostar - Metković - Opuzen                                           | - Kroatië: D7 - Bosnië en Herzegovina: M-17 - Kroatië: D9                                                                                         |
| 17.1   | Beli Manastir - Sombor - Subotica - Hongarije | - Kroatië: D212 - Servië: M17.1 |
| 17.2   | Kotorsko (M17) - Slavonski Brod - Našice - Donji Miholjac - Hongarije                                                                                              | - Bosnië en Herzegovina: M-17.2 - Kroatië: D53 |
| 17.3   | Buna (M17) - Stolac - Neum | - Bosnië en Herzegovina: M-17.3 |
| 18     | Hongarije - Sombor - Bačka Palanka - Ilok - Bijeljina - Tuzla - Sarajevo - Brod na Drini - Nikšić - Titograd - Tuzi - Albanië                                      | - Servië: M18 - Kroatië - Bosnië en Herzegovina: M-18 - Montenegro: M-18                                                                          |
| 18.1   | Ilok (M18) - Šid - Adaševci | - Kroatië - Servië: M18.1 |
| 19     | Belgrado - Šabac - Loznica - Šepak - Zvornik - Vlasenica - Sokolac - Ljubogošta                                                                                    | - Servië: M19 - Bosnië en Herzegovina: M-19 |
| 19.1   | Karakaj (M19) - Mali Zvornik - Ljubovija - Bajina Bašta - Užice | - Servië: M19.1 |
| 19.2   | Vlasenica (M19) - Kladanj | - Bosnië en Herzegovina: M-19.2 |
| 19.3   | Podromanija (M19) - Rogatica - Ustiprača | - Bosnië en Herzegovina: M-19.3 |
| 20     | Dubrovnik - Bileća - Foča - Ustiprača | - Kroatië: D223 - Bosnië en Herzegovina: M-20 |
| 21     | Novi Sad - Ruma - Šabac - Valjevo - Požega - Užice - Bijelo Polje - Ribarevina                                                                                     | - Servië: M21 - Montenegro: M-21 |
| 21.1   | Požega (M21) - Ivanjica - Brnjica - Tuzinje - Boljare | - Servië: M21.1, R272 |
| 22     | Hongarije - Horgoš - Novi Sad - Belgrado - Gornji Milanovac - Kraljevo - Novi Pazar - Ribarice                                                                     | - Servië: M22 |
| 22.1   | Horgoš - Subotica - Bačka Topola - Srbobran - Novi Sad - Inđija - Stara Pazova - Belgrado                                                                          | - Servië: M22.1 |
| 22.2   | M22 - Inđija | - Servië: M22.2 |
| 22.3   | Raška - Kosovska Mitrovica | - Servië: M22.3 - Kosovo: M-22.3 |
| 23     | Mali Požarevac - Mladenovac - Kragujevac - Mrčajevci | - Servië: M23 |
| 23.1   | Ravni Gaj (M23) - Kraljevo | - Servië: M23.1 |
| 24     | Subotica - Kikinda - Zrenjanin - Pančevo - Smederevo - Požarevac - Negotin - Bulgarije                                                                             | - Servië: M24 |
| 24.1   | Ečka (M24) - Perlez - Belgrado | - Servië: M24.1 |
| 25     | Roemenië - Kladovo - Negotin - Zaječar - Niš - Priština - Prizren - Albanië                                                                                        | - Servië: M25 - Kosovo: M-25 |
| 25.1   | Novi Sip (M25) - Golubac - Veliko Gradište - Požarevac | - Servië: M25.1 |
| 25.2   | Priština (M25) - Gnjilane - Preševo | - Kosovo: M-25.2 - Servië: M25.2 |
| 25.3   | Štimlje (M25) - Uroševac - Gnjilane - Bujanovac | - Kosovo: M-25.3 - Servië: M25.3 |
| 26     | Skopje - Tetovo - Gostivar - Kičevo - Ohrid - Bitola - Griekenland                                                                                                 | - Macedonië: A2, A3 |
| 26.1   | Podmolje - Struga - Albanië | - Macedonië: A2 |
| 27     | Bulgarije - Delčevo - Kočani - Štip - Veles - Prilep - Bitola | - Macedonië: A3 |
| 28     | Skopje - Štip - Strumica - Novo Selo - Bulgarije | - Macedonië: A4 |
| 29     | Kraljevica - Omišalj - Krk - Baška - Lopar - Rab - Mišnjak - Novalja - Pag - Ražanac - Posedarje - Benkovac - Drniš - Muć - Klis - Šestanovac - Vrgorac - Metković | - Kroatië: D102, D105, D405, D8, D406, D106, D8, A1, D56, D511, D56, D1, D62                                                                      |